# ソルビトール
ソルビトール (sorbitol) はグルコースを還元し、アルデヒド基をヒドロキシ基に変換して得られる糖アルコールの一種。ソルビット (sorbit) またはグルシトール (glucitol) ともいう。甘味があり、食品添加物などに用いられる。
バラ科ナナカマド属 (Sorbus) の植物から発見された糖アルコールのため、ソルビトールと命名された。

## 植物体内での機能
バラ科の植物は、光合成産物のデンプンを篩管を通じて転流するときに、デンプンの加水分解で生じたグルコースをソルビトールに変換する。スターキングデリシャスなど、リンゴの品種の一部では、果実内に転流してきたソルビトールを、グルコースやフルクトースといった糖に変換する代謝系が果実の成熟に伴って停止しても、果実内へのソルビトールの転流は継続する。そのため、果実内の維管束周辺にソルビトールが蓄積していわゆるリンゴの「蜜」と呼ばれる半透明部分を形成し、果実の成熟の指標となる。

## 生理学
ソルビトールは、動物の体内ではグルコース（ブドウ糖）をアルデヒド基の還元によってソルビトールにした上で、再度別のヒドロキシ基を酸化し、ケトン基とすることでフルクトース（果糖）を生成する（ポリオール経路）。そのため、精子の活動時の栄養源として精液中のフルクトースを合成する精嚢内にその存在が確認されている。
ヒトの糖尿病性神経障害のひとつの原因が、ソルビトールが神経細胞に蓄積することであると考えられている。ソルビトールはグルコースからアルドース還元酵素により作られるので、その酵素の働きを抑える「アルドース還元酵素阻害薬」によりその生成の抑制が可能である。
また糖尿病による高血糖状態が原因で生成されたソルビドールが眼の水晶体に蓄積することが白内障の発症リスクを高めるとされる。

## 歯への影響
ソルビトール（ソルビット）は、歯科・口腔衛生分野において、甘味料、湿潤剤（口腔内全域を覆うとともに隙間にも浸透する）として広く用いられており、一般に「虫歯（う蝕）の原因にならない」「酸を生成しない」とされているが、実際には砂糖（スクロース）より速度的により遅くはあるが酸を生成し、その酸が虫歯の原因になる可能性がある。
また、ミュータンスレンサ球菌(Streptococcus mutans)を含むレンサ球菌(Streptococcus)にはソルビトールからの酸生成を行う能力がある事が知られている。

## 用途

### 甘味料
同じ重量の砂糖と比べてカロリーが75%程度と低いため、ダイエット食品、菓子などの低カロリー食品の甘味料として使用されている。しかし、甘味度は砂糖と比べて60%程度しかないので、同じ甘さを得るためには砂糖よりも多く加える必要がある。また、水に溶解する際に吸熱反応を起こし、口の中でひんやりとした感触がすることから、飴・ガムやスナック菓子などに清涼剤として用いられる。

### 改良剤
蒲鉾などの 魚肉練り製品に砂糖などと共に添加することで、水分を保持しやすく、冷凍しても変質しなくなるほか、成形後の製品の食感を保持する効果がある。このため、改良剤としても使用される。また、黄金かまぼこと呼ばれる商品では、タンパク質が糖-アミノ反応（メイラード反応）を起こすことで金色に発色させる効果も利用されている。

### 医薬
歯磨剤、洗口液、うがい薬、下剤、栄養剤、浣腸液などの医療用途にも使われている。

### 化粧品・アメニティ
保湿剤、増粘剤として化粧品に添加されている。
品質保持、凍結防止、透明性向上などの目的で、うがい薬や練り歯磨きにも添加されている。

### 燃料
硝酸カリウムと混合して、模型ロケットの燃料に使われる。